# Solonghello
Solonghello (piemontesisch Slonghé) ist eine Gemeinde in der italienischen Provinz Alessandria (AL), Region Piemont.

## Lage und Einwohner
Solonghello liegt 42 km nordwestlich von der Provinzhauptstadt Alessandria entfernt auf einer Höhe von 220 m über dem Meeresspiegel, in der Weinregion Monferrato. Das Gemeindegebiet umfasst eine Fläche von 4,92 km² und hat 195 (Stand 31. Dezember 2023) Einwohner.
Die Nachbargemeinden sind Camino, Mombello Monferrato, Pontestura und Serralunga di Crea.

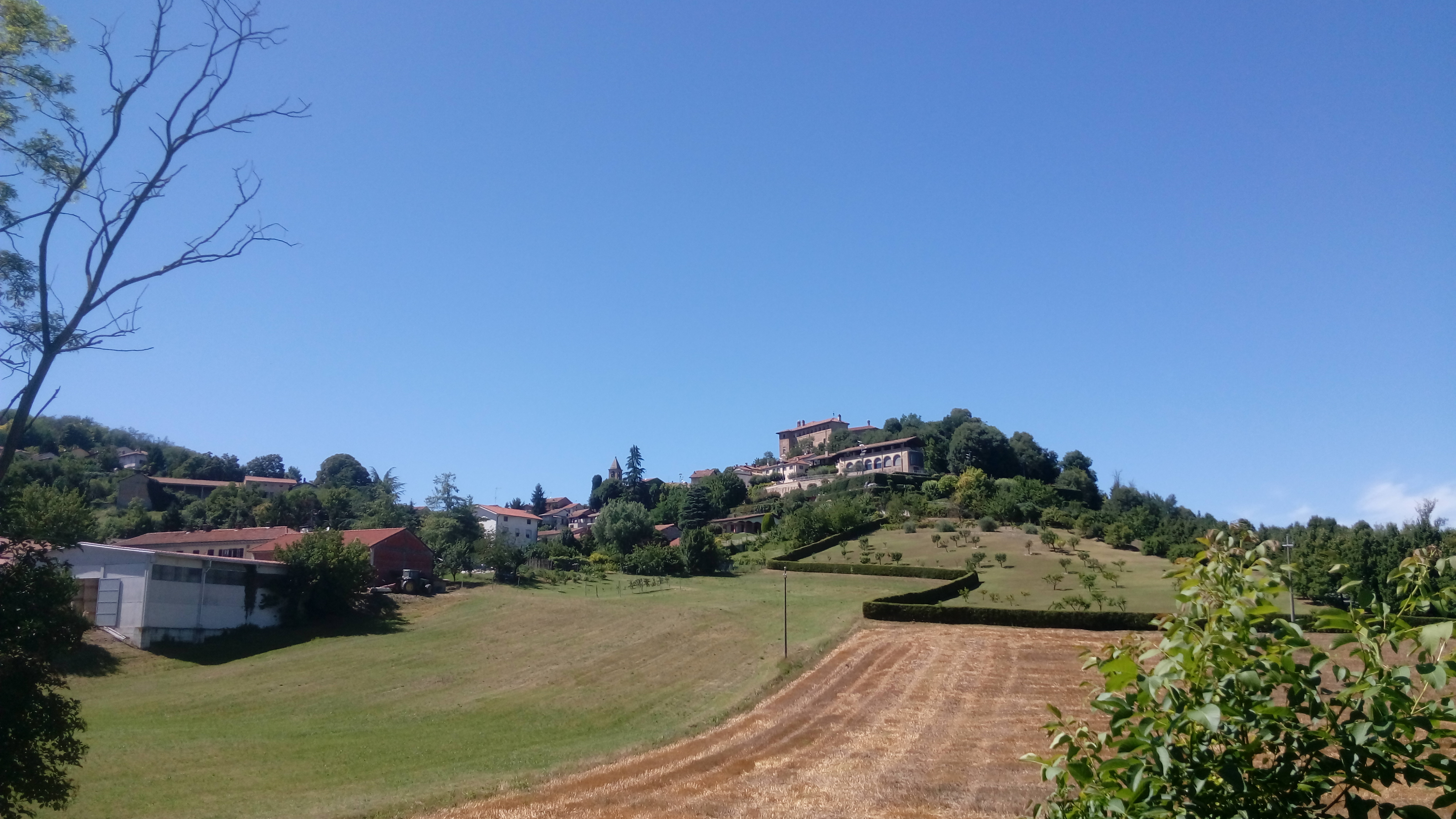
Panorama

## Geschichte
Der Name der Siedlung ist ab 1095 mit den Formen „Soalingellus“ und „Soalenghellus“ bezeugt, die beide auf das germanische Personal „Swala“ zurückzuführen sind. Seine Bedeutung ist „kleines Gebiet, das zu Swala gehört“. Seine Ursprünge reichen bis ins Mittelalter zurück und seine Geschichte ist mit den Ereignissen im Monferrato-Gebiet verbunden. Im Jahr 1322 scheint es an eine französische Familie belehnt worden zu sein, während es später in die Ereignisse im Zusammenhang mit den zahlreichen Kriegen verwickelt wurde, die die Region heimsuchten, wobei sie manchmal unter der Unterdrückung durch die Franzosen, danach durch die Spanier litt.
Das Ereignis von 1657 war für die Bevölkerung besonders hart. Die Franzosen setzten es tatsächlich schweren Gewalttaten und Diebstählen aus, gegen die sich die Bürger jedoch mit Waffen auflehnten. Dies verstärkte jedoch nur die Wildheit der Feinde, die zum Angriff zurückkehrten und sich für die erlittene Beleidigung rächten. Im Jahr 1713 wurde es Teil der Herrschaft des Hauses Savoyen.

## Sehenswürdigkeiten
- Das quadratische Schloss, das auf einem dreistöckigen Block angeordnet ist.
- Die Pfarrkirche Sant'Andrea, erbaut 1738, möglicherweise von Magnocavallo, nach einem zentralen Grundriss mit tiefer Apsis angeordnet.
- Die Kirche Sant'Eusebio in Fabiano.
- Das Kriegerdenkmal in Gedenken an den 1. Weltkrieg.

## Kulinarische Spezialitäten
Bei Solonghello werden Reben der Sorte Barbera für den Barbera d’Asti, einen Rotwein mit DOCG Status, sowie für den Barbera del Monferrato angebaut.